# ابن رشيد السبتي
محب الدين أبو عبد الله محمد بن عمر بن محمد الفِهري السِّبتي المعروف بـابن رُشَيْد (657- 721هـ/ 1259 - 1321م)،  عالم مسلم مغربي في العصر المريني الأول. ولد بسبتة ودرس بها ثم أخذ عن علماء إفريقية (تونس) والأندلس وولي الخطابة بجامع غرناطة الأعظم، ومات بفاس. رحل إلى مصر والشام والحرمين 1284 وصنف رحلة سماها "ملء العيبة فيما جمع بطول الغيبة في الرحلة إلى مكة وطيبة". هو رحالة، محدث، نحوي، لغوي، حافظ للأخبار والتواريخ والسير، عارف بالقراءات السبع، خطيب ومفسر ومن أعلام القرن الثامن الهجري.

## سيرته
هو محمد بن عمر بن محمد بن عمر بن محمد ابن إدريس بن سعيد، أبو عبد الله، محب الدين، المعروف بابن رشيد الفِهري السِّبتي، ولد سنة 657 هـ/ 1259 م في سبتة ودرس بها على أبي الحسين بن أبي الربيع النحوي، ثم أخذ عن علماء إفريقية (تونس) والأندلس. ورحل إلى المشرق لأداء فريضة الحج سنة 683 هـ/ 1284 م، فدخل أفريقية ومصر والشام وأخذ بها وبالحجاز عمن لقي من الأئمة. وعاد إلى سبتة، عن طريق الأندلس سنة 686 هـ/ 1287 م، فأقام بها حتی سنة 692 هـ/ 1293 م، حين دعاه صديقه الوزير أبو عبد الله ابن الحكيم إلى غرناطة، فانتقل إليها وولي الإمامة والخطابة بجامعها الأعظم، ثم قضاء الأنكحة، واستمر إلى أن اغتيل الوزير ابن الحكيم عام 708 هـ/ 1308 م، فعاد إلى المغرب وأقام بمراكش، وقدم للصلاة والخطبة بجامعها العتيق، ثم استدعاه السلطان أبو سعيد المريني إلى فاس، وصار من خواصه بها، وأقام على ذلك إلى أن توفي سنة 721 هـ/ 1321 م.

## مؤلفاته
لم يقتصر دور إبن رشيد على التدريس والقضاء والإمامة والخطابة، ولكنه ألف عددًا من المصنفات في علوم مختلفة منها:
- ملءُ العيبة فيما جمع بطول الغيبة في الوجهتين الكريمتين إلى مكة وطَيبَة
- تلخيص كتاب القوانين في نحو.
- السنن الأبين، والمورد الأمعن، في المحاكمة بين الإمامين - البخاري ومسلم - في السند المعنعن.
- إفادة النصيح، بالتعريف بإسناد الجامع الصحيح.
- إيضاح المذاهب فيمن يطلق عليه اسم الصاحب.
- ترجمان التراجم.
- الصراط السوي في اتصال سماع جامع الترمذي.
- فهرست مشايخه.
- المقدمة المعرفة في علو المسافة والصفة.
- حكم الاستعارة.

وله خطب وقصائد وكتب صغيرة كثيرة.